# Saulius Kuzminskas
Saulius Kuzminskas (ur. 30 maja 1982 w Wilnie) – litewski koszykarz występujący na pozycji środkowego.
W sezonach 2009/2010 oraz 2011/2012 występował w Treflu Sopot. Zwycięzca Pucharu ULEB w 2005.
W roku 2015 ogłosił o zakończeniu swojej kariery koszykarskiej.
Jego brat Mindaugas także jest koszykarzem - występuje w Žalgirisie Kowno.

## Osiągnięcia
Na podstawie o ile nie zaznaczono inaczej.
NCAA
- Uczestnik turnieju NCAA (2001)

Drużynowe
- Wicemistrz:
  - Ligi Bałtyckiej (2005)
  - Litwy (2004, 2005)
  - Polski (2012)
- Zdobywca pucharu:
  - ULEB (2005)
  - Polski (2012)
- Finalista pucharu Słowenii (2007)

Indywidualne
- Uczestnik meczu gwiazd PLK (2010)
- II piątka TBL według dziennikarzy (2010)[5]

Reprezentacja
- Zdobywca Kontynentalnego Pucharu Mistrzów Stankovicia (2005)
- Uczestnik:
  - kwalifikacji do Eurobasketu (2003)
  - mistrzostw Europy:
    - U–20 (2002 – 5 .miejsce)
    - U–18 (2000 – 7 .miejsce)

## Statystyki podczas występów w PLK
| Sezon     | Drużyna | M  | S5 | MPG  | FG% | 3P% | FT% | RPG | APG | SPG | BPG | PPG  |
| --------- | ------- | -- | -- | ---- | --- | --- | --- | --- | --- | --- | --- | ---- |
| 2009/2010 | Trefl   | 27 | 27 | 28,2 | 57% | 20% | 61% | 7,8 | 0,9 | 0,9 | 0,9 | 13,9 |
| 2011/2012 | Trefl   | 24 | 1  | 12,6 | 52% | 0%  | 66% | 2,3 | 0,5 | 0,1 | 0,2 | 3,5  |